# آتیلا حجازی
آتیلا حجازی (زاده ۲۲ تیر ۱۳۵۵) بازیکن بازنشسته و مربی فوتبال است. 
وی پسر ناصر حجازی بوده و آتوسا حجازی خواهر اوست.

## سابقه باشگاهی
آتیلا از سال ۱۳۷۶ تا ۱۳۷۸ برای استقلال بازی کرد و سپس به استقلال رشت پیوست وی سابقه حضور در فینال لیگ قهرمانان آسیا ۱۹۹۹ را با استقلال در کارنامه خود دارد.
پس از آن که مظلومی سرمربی استیل‌آذین زاگرس در فصل ۱۳۹۰–۹۱ لیگ برتر شد، آتیلا در ۱۹ مهر ۱۳۹۱ به عنوان دستیار به این تیم پیوست.

## افتخارات
استقلال تهران
قهرمان لیگ فوتبال ایران ۷۷–۱۳۷۶
قهرمان جام پرزیدنت ترکمنستان ۱۹۹۸
قهرمان جام بین‌المللی خزر ۱۳۷۶
نایب قهرمان جام باشگاه‌های آسیا ۹۹–۱۹۹۸
نایب قهرمان جام حذفی فوتبال ایران ۷۸–۱۳۷۷
نایب قهرمان لیگ فوتبالُ ایران ِ ۱۳۷۷

## تحصیلات
آتیلا حجازی فارغ‌التحصیل رشته مهندسی محیط زیست از دانشگاه آزاد تهران شمال است.

## فعالیت هنری
آتیلا حجازی سابقه بازی در فیلم‌های سینمایی را دارد. وی در فیلم سینمایی شیفت شب به کارگردانی نیکی کریمی به ایفای نقش پرداخته است.